# Spyboy
Spyboy è un album dal vivo della cantante statunitense Emmylou Harris, pubblicato nel 1998.

## Tracce
1. My Songbird – 3:30 (Jesse Winchester)
2. Where Will I Be – 4:21 (Daniel Lanois)
3. I Ain't Living Long Like This – 4:20 (Rodney Crowell)
4. Love Hurts – 2:55 (Boudleaux Bryant)
5. Green Pastures – 3:05 (Traditional)
6. Deeper Well – 7:16 (Emmylou Harris, Daniel Lanois, David Olney)
7. Prayer in Open D – 4:01 (Emmylou Harris)
8. Calling My Children Home – 3:02 (Doyle Lawson, Charles Waller, Robert Yates)
9. Tulsa Queen – 4:30 (Rodney Crowell, Emmylou Harris)
10. Wheels – 3:04 (Chris Hillman, Gram Parsons)
11. Born to Run – 4:44 (Paul Kennerley)
12. Boulder to Birmingham – 3:21 (Bill Danoff, Emmylou Harris)
13. All My Tears (Be Washed Away) – 5:06 (Julie Miller)
14. The Maker – 8:40 (Daniel Lanois)